# Submarino U-440
El submarino alemán U-440 fue un submarino tipo VIIC construido por la Kriegsmarine de la Alemania nazi para el servicio durante la Segunda Guerra Mundial. Fue colocado el 1 de octubre de 1940 por la Schichau-Werke, Danzig dentro del astillero número 1491, botado el 8 de noviembre de 1941 y comisionado el 24 de enero de 1942 bajo el mando del Oberleutnant zur See Hans Geissler. El 20 de mayo de 1943, Geissler fue reemplazado como comandante por el Oberleutnant zur See Werner Schwaff.

## Diseño
Los submarinos alemanes Tipo VIIC fueron precedidos por los submarinos más cortos Tipo VIIB . El U-440 tenía un desplazamiento de 769 toneladas (756,9 LT) cuando estaba en la superficie y 871 toneladas (857,2 LT) mientras estaba sumergido. Tenía una longitud total de 67,1 m (220' 1,70"), una eslora de casco presurizado de 50,5 m (165' 81/5"), una viga de 6,2 m (20' 4,10"), una altura de 9,6 m (31' 6"), y un calado de 4,74 m (15' 63/5") .  El submarino estaba propulsado por dos motores diesel sobrealimentados Germaniawerft F46 de cuatro tiempos y seis cilindros, produciendo un total de 2800 a 3200 caballos de fuerza métricos (2060 a 2350 kW; 2760 a 3160 shp) para uso en superficie, dos motores eléctricos Brown, Boveri & Cie GG UB 720/8 de doble acción que producen un total de 750 caballos de fuerza métricos (550 kW; 740 shp) para uso sumergido. Tenía dos ejes y dos hélices de 1,23 m (4 pies ) . El barco era capaz de operar a profundidades de hasta 230 metros (750 pies).
El submarino tenía una velocidad máxima en superficie de 17,7 nudos (32,8 km/h; 20,4 mph) y una velocidad máxima sumergida de 7,6 nudos (14,1 km/h; 8,7 mph).  Cuando estaba sumergido, el barco podía operar durante 80 millas náuticas (150 km; 92 mi) a 4 nudos (7,4 km/h; 4,6 mph); cuando salió a la superficie, podría viajar 8.500 millas náuticas (15.700 km; 9.800 mi) a 10 nudos (19 km / h; 12 mph). El U-597 estaba equipado con cinco tubos de torpedos de 53,3 cm (21 pulgadas) (cuatro instalados en la proa y uno en la popa), catorce torpedos , un cañón naval SK C / 35 de 8,8 cm (3,46 pulgadas) , 220 rondas y un Cañón antiaéreo C/30 de 2 cm (0,79 pulgadas) . El barco tenía una tripulación de entre cuarenta y cuatro y sesenta marineros.

## Historial de servicio
La carrera del barco comenzó con su entrenamiento en la 5.ª Flotilla de submarinos de la Alemania nazi, el 24 de enero de 1942, seguida del servicio activo el 1 de septiembre de 1942 como parte de la 1.ª Flotilla donde estaría durante el resto de su servicio. En cinco patrullas realizadas no hundió ningún barco. 

### Manadas de lobos
El U-440 participó en siete manadas de lobos, a saber:
- Pfeil (12 - 14 de septiembre de 1942)
- Streitaxt (29 de octubre - 2 de noviembre de 1942)
- Delphin (4 - 5 de noviembre de 1942)
- Spitz (22 - 31 de diciembre de 1942)
- Neuland (6 - 13 de marzo de 1943)
- Dränger (14 - 20 de marzo de 1943)
- Seewolf (21 - 29 de marzo de 1943)

### Hundimiento
El U-440 fue hundido el 31 de mayo de 1943 en el Atlántico Norte en las coordenadas 45°38′N 13°04′O / 45.633, -13.067, por cargas de profundidad de un avión de la RAF Sunderland del Escuadrón 201 . Todos los miembros de la tripulación murieron. 